# 11418 Williamwang
11418 Williamwang è un asteroide della fascia principale. Scoperto nel 1999, presenta un'orbita caratterizzata da un semiasse maggiore pari a 2,7049866 au e da un'eccentricità di 0,0440957, inclinata di 5,04342° rispetto all'eclittica.